# Trilha de Jesus

A Trilha de Jesus (em hebraico:  שביל ישו, Sh'víl Yeshú) tem 65 quilômetros (40 mi) de distância e é um caminho de peregrinação na região da Galileia em Israel que traça a rota que Jesus pode ter percorrido, passando por muitos locais de sua vida e ministério. A parte principal da trilha começa em Nazaré e passa por Séforis, Caná (Kafr Kanna), os Chifres de Hattin, os penhascos do Monte Arbel, o Mar da Galileia, Cafarnaum, Tabgha, e o Monte das Bem-Aventuranças. Uma rota alternativa de retorno passa por Tiberíades, Rio Jordão, Monte Tabor e Monte Precipício.

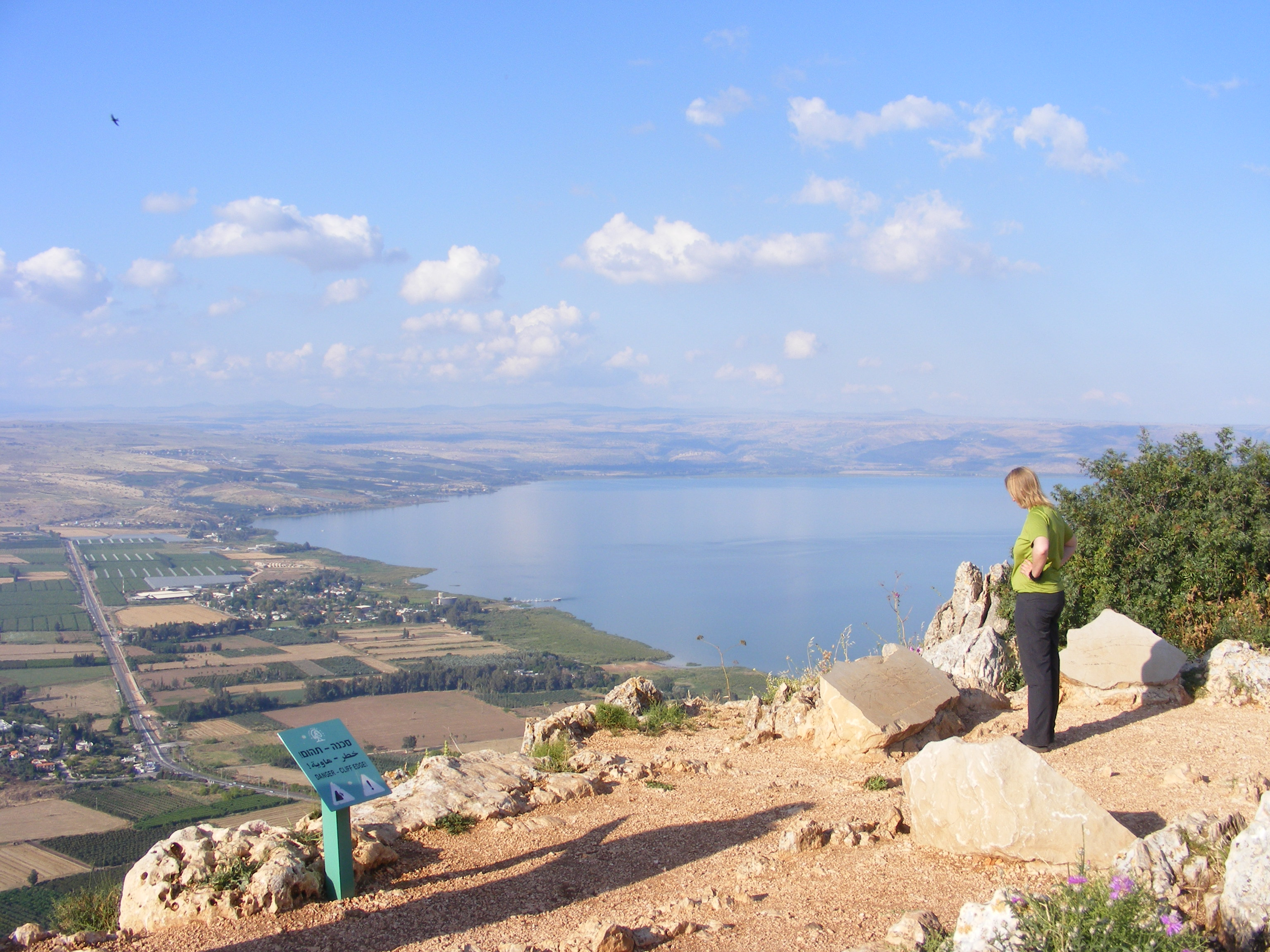
Vista do Mar da Galileia do topo do Monte Arbel

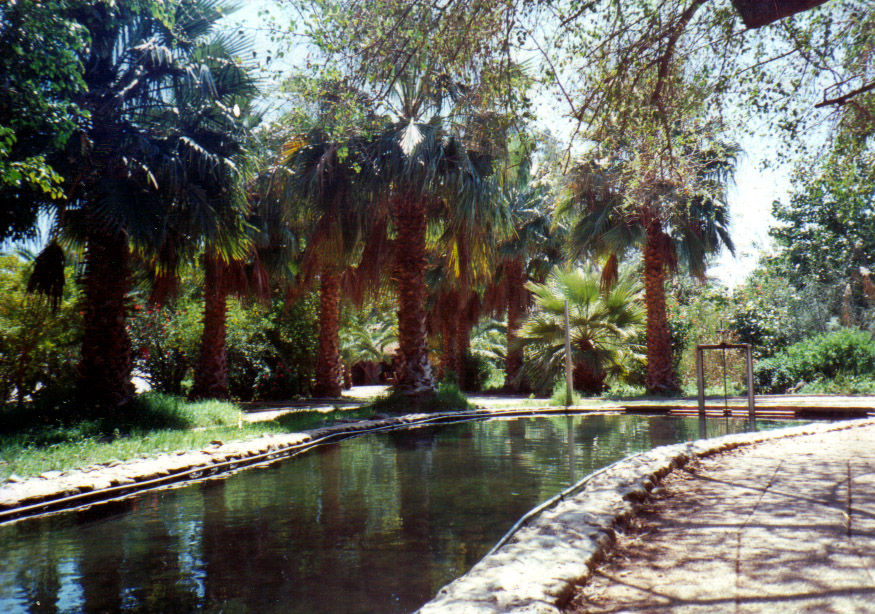
Piscina Tabgha

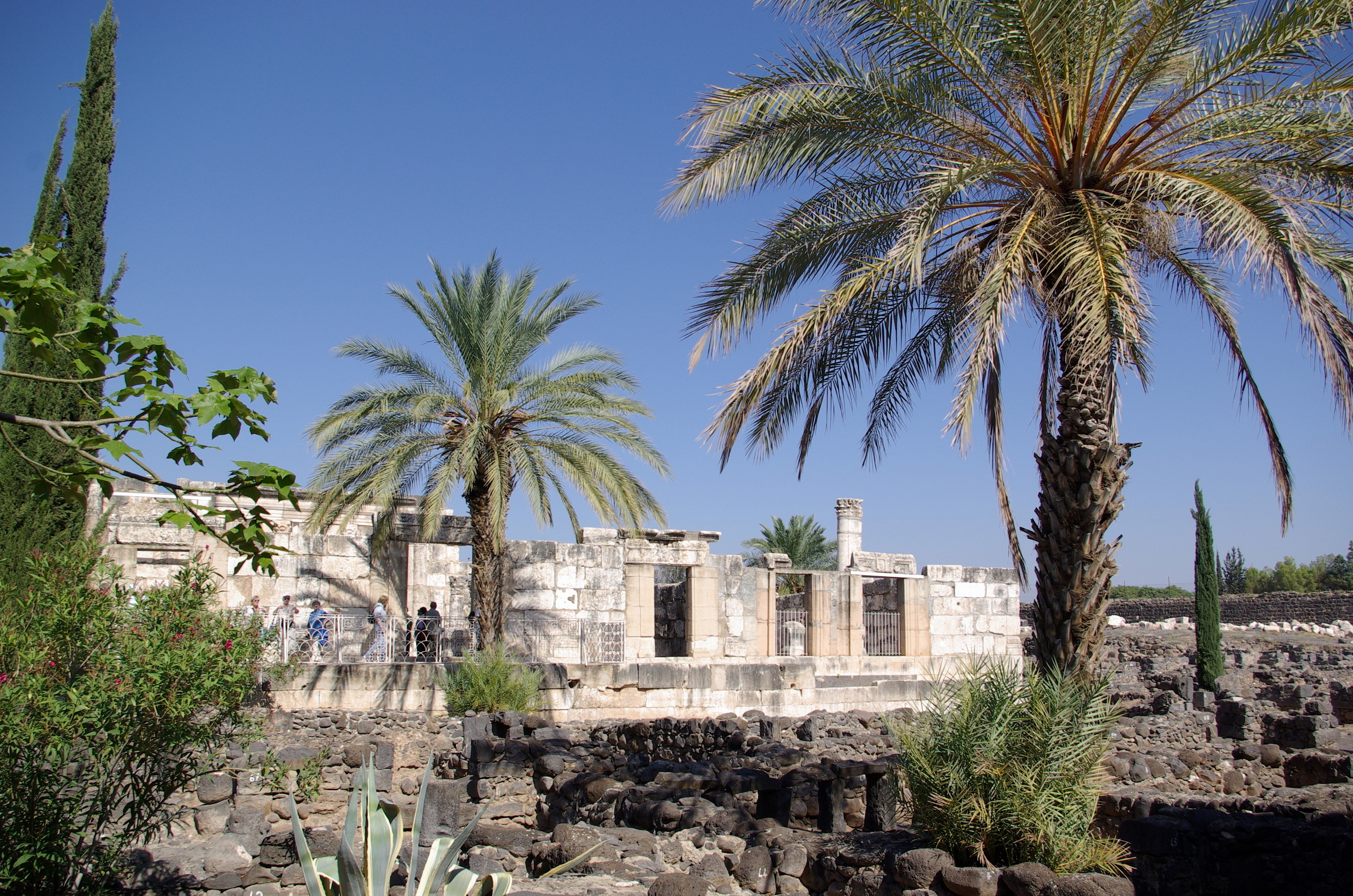
Cafarnaum

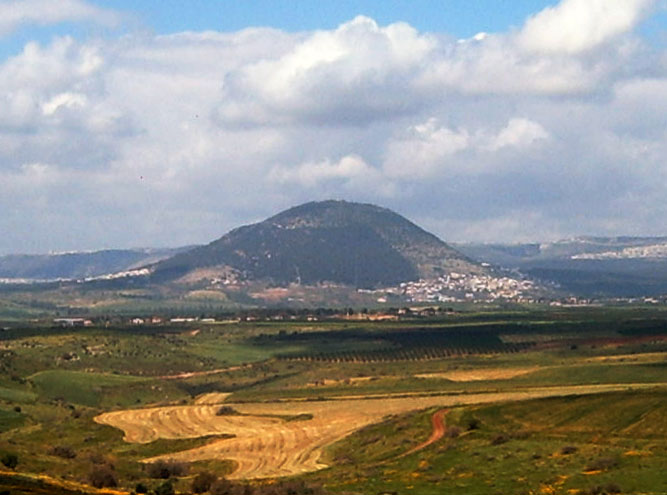
Monte Tabor

A trilha foi fundada em 2007 por dois entusiastas de caminhadas: Maoz Inon, um empresário judeu israelense que estabeleceu albergues e pensões em Israel, e David Landis, cristão-americano, especialista em caminhadas. A marcação propriamente dita da trilha ocorreu em 2008.

### Contexto bíblico
A referência bíblica para a Trilha de Jesus é baseada em um versículo do Evangelho de Mateus no Novo Testamento, onde no início do ministério público de Jesus, ele é descrito como se mudando de sua cidade natal, Nazaré, localizada nas colinas da Galileia, para a região mais baixa - Cafarnaum, que era uma vila de pescadores à beira de um lago no Mar da Galileia, onde Jesus é descrito reunindo seus primeiros discípulos. O relato também está registrado nos outros dois evangelhos sinóticos de Marcos e Lucas. A referência no Evangelho de Mateus diz: “Saindo de Nazaré, foi morar em Cafarnaum, que ficava à beira do lago”. (Mateus 4:13).
De acordo com os Evangelhos, Cafarnaum tornou-se a base do ministério de Jesus: “E, entrando num barco, atravessou e chegou à sua cidade [referindo-se a Cafarnaum]”. (Mateus 9:1); também: “E quando ele voltou a Cafarnaum depois de alguns dias, foi relatado que ele estava em casa”. (Marcos 2:1).

## Gerenciamento
A trilha é atualmente administrada e promovida em grande parte pelo trabalho de voluntários e é um projeto sem fins lucrativos.
A trilha é pública e gratuita para quem deseja fazer caminhadas e acampar ao longo de seu percurso. A Trilha de Jesus é marcada por três listras pintadas nas pedras ao longo do caminho (branca, laranja e branca). Quando partes da Trilha de Jesus se combinam com outras trilhas (como a Trilha Nacional de Israel), um círculo laranja adicional é adicionado ao marcador da trilha anterior. Toda a marcação da trilha foi realizada pelo Comitê Público de Trilhas de Israel (ITC), que trabalha em conjunto com a Sociedade para a Proteção da Natureza em Israel (SPNI). A manutenção e limpeza das trilhas tem sido um esforço combinado de organizações internacionais, nacionais e locais, incluindo JNF-KKL (Fundo Nacional Judaico), o Fauzi Azar Inn em Nazaré, escolas de vilarejos e voluntários internacionais.
Na página oficial da Trilha de Jesus, Maoz Inon e David Landis explicam a filosofia da Trilha de Jesus: Esperamos que os peregrinos de diversas origens religiosas e étnicas obtenham uma nova compreensão da vida de Jesus através das pessoas e da terra que moldaram seu contexto histórico ao longo da Rota de Jesus. Hoje, os encontros no caminho ainda servem como oportunidades para praticar e receber hospitalidade com diversos grupos de pessoas. Os peregrinos modernos podem praticar uma vida simples e viajar com pouca bagagem, obtendo sabedoria do espírito das palavras de Jesus em Marcos 6:8-9: "Não leve nada para a viagem, exceto um cajado - nem pão, nem sacola, nem dinheiro nos cintos. Use sandálias, mas não uma túnica extra".
O Caminho de Jesus foi projetado obedecendo à tradição dos percursos pedestres de peregrinação em todo o mundo, como o Caminho de Santiago de Compostela (Caminho de Santiago) no norte de Espanha e o Caminho de São Paulo na Turquia. A prática medieval de peregrinação religiosa ressurgiu nos últimos anos, com quase 200.000 pessoas por ano no Caminho de Santiago na primeira década do século XXI.
O percurso é projetado pensando nos cristãos que procuram um percurso de peregrinação que permita uma experiência mais pessoal na região da Galileia e de locais da vida de Jesus, mas que integre locais históricos de diferentes épocas, locais sagrados para outras religiões, locais de natureza, panoramas deslumbrantes e lingas caminhadas para quem busca um desafio físico. A Trilha do Evangelho é uma trilha semelhante inaugurada em novembro de 2011 para atrair o turismo cristão para Israel, que representa dois terços das entradas financeiras de todo o turismo de Israel.

## Estações da trilha

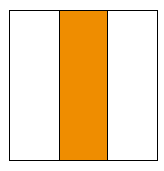
Marca da Trilha de Jesus

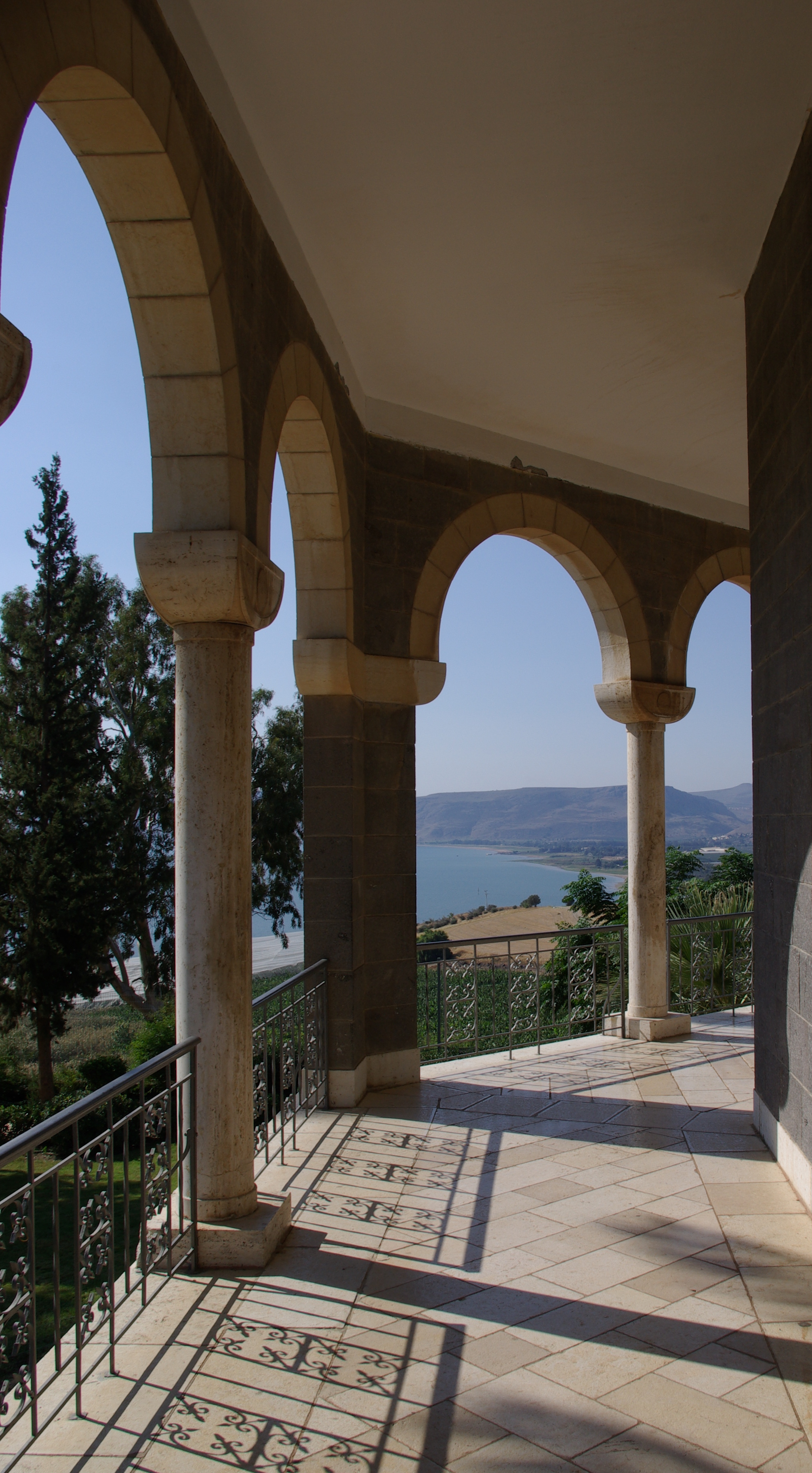
Monte das Bem-Aventuranças e Mar da Galileia

A geografia e as distâncias envolvidas permitem naturalmente que o Caminho de Jesus seja percorrido como uma série de caminhadas diurnas durante um total de quatro dias, sendo cada dia de caminhada entre 13 e 19 horas.km (8 a ) de comprimento.
- 1º Dia: Nazaré até Caná via Séforis
- 2º Dia: Caná ao Kibutz Lavi
- 3º Dia: Kibutz Lavi para Moshav Arbel
- 4º Dia: Moshav Arbel a Cafarnaum via Monte das Bem-Aventuranças

- Dia 1: Nazaré a Caná via Séforis – A trilha começa no centro de Nazaré, na Igreja da Anunciação, passa pela Cidade Velha de Nazaré e depois sobe por escadas íngremes até o cume com vista para a cidade. A partir daí, a trilha segue para campos agrícolas em direção à antiga cidade amplamente escavada de Tsippori (Séforis). Depois de passar pela aldeia árabe de Mash'had, a trilha chega a Kafr Kanna, o local tradicional do relato do Novo Testamento sobre Jesus transformando água em vinho.
- Dia 2: Cana ao Kibutz Lavi – Depois de sair de Cana, a trilha segue quase inteiramente ao longo de florestas e por campos naturais e cultivados até terminar nos arredores da moderna comuna agrícola judaica (hebraico: kibutz ) de Lavi, que está localizada perto da colina dos Chifres de Hattin.
- Dia 3: Kibutz Lavi a Moshav Arbel – Esta caminhada vai de colina a colina, desde a vista panorâmica dos Chifres de Hattin, passando pelo santuário druso de Nabi Shu'ayb no pequeno Vale de Arbel, através de paisagens impressionantes de uma paisagem historicamente densa, para terminar perto da cooperativa agrícola judaica (hebraico: moshav ) de Arbel .
- Dia 4: Moshav Arbel a Cafarnaum via Monte das Bem-aventuranças – Depois de subir o Monte Arbel, há uma descida pelo penhasco para chegar a uma pequena planície agrícola fértil adjacente ao lago conhecido como Mar da Galileia (Kinneret). Em seguida, a trilha chega à margem norte do lago até a igreja em Tabgha, que comemora o relato do Novo Testamento sobre Jesus alimentando as multidões, depois à igreja e aos jardins do Monte das Bem-aventuranças, que comemora o Sermão da Montanha, e depois finalmente chegando à antiga vila de pescadores de Cafarnaum, à beira do lago, com suas extensas ruínas e igreja moderna.

### Livros citados
- Jacob Saar & Yagil Henkin (2019). Jesus Trail and Golan Trail Second ed. [S.l.]: Eshkol Publishing. ISBN 9789654205757
- Dintaman, Anna & Landis, David (2013). Hiking the Jesus Trail and Other Biblical Walks in the Galilee Second ed. [S.l.]: Village to Village Press
- Korb, Scott (2010). Life in Year One: What the World was Like in First-Century Palestine. [S.l.]: Riverhead Books. ISBN 9781594488993. (pede registo (ajuda))
- Lewin, Dennis (2012). «The Jesus Trail: Hiking from Nazareth to the Sea of Galilee». Backpacker Magazine. Arquivado do original em 8 de abril de 2012
- Reed, Jonathan L. (2002). Archaeology and the Galilean Jesus: A Re-examination of the Evidence. [S.l.]: Trinity Press International
- Saar, Jacob (2012). Jesus Trail and Jerusalem. [S.l.]: Eshkol Publishing. ISBN 9789659124954
- Wright, N.T. (1999). The Way of the Lord: Christian Pilgrimage Today. [S.l.]: Wm. B. Eerdmans Publishing Co.